# Porterandia anisophylla
Porterandia anisophylla là một loài thực vật có hoa trong họ Thiến thảo. Loài này được (Jack ex Roxb.) Ridl. miêu tả khoa học đầu tiên năm 1940.